# Byadagere, Gubbi
Byadagere là một làng thuộc tehsil Gubbi, huyện Tumkur, bang Karnataka, Ấn Độ.